# Satoru Mochizuki
Satoru Mochizuki (Ōtsu, Prefectura de Shiga, Japó, 18 de maig de 1964) és un exfutbolista japonès.

## Selecció japonesa
Satoru Mochizuki va disputar 7 partits amb la selecció japonesa.